# کیتونویل (اکلاهما)
کیتونویل (به انگلیسی: Keetonville) یک منطقهٔ مسکونی در ایالات متحده آمریکا است که در شهرستان راجرز، اکلاهما واقع شده‌است. کیتونویل ۱۹۱٫۴۲ متر بالاتر از سطح دریا واقع شده‌است.